# Szczeciniak żółtobrzegi

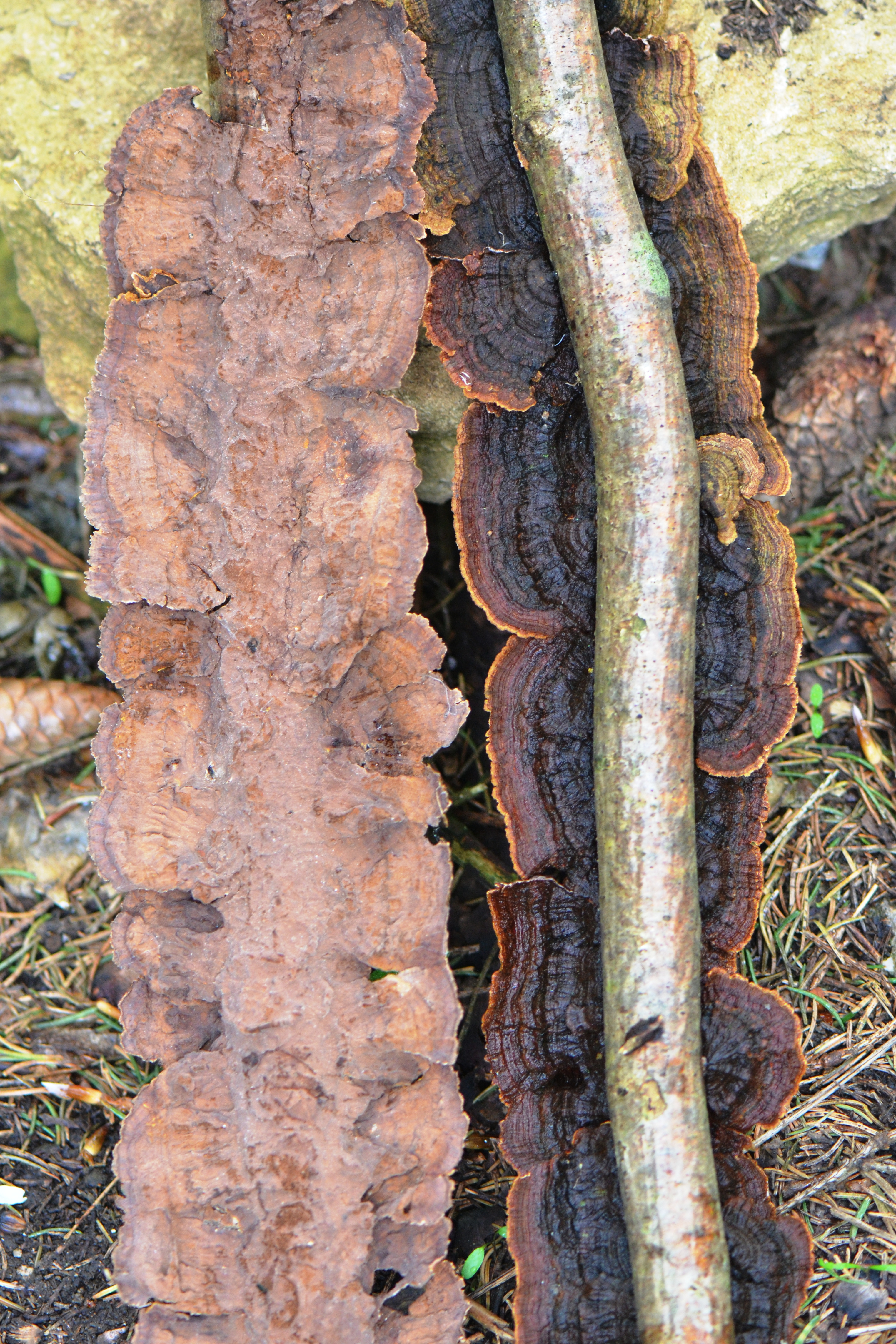

Szczeciniak żółtobrzegi (Hydnoporia tabacina (Sowerby) Spirin, Miettinen & K.H. Larss.) – gatunek grzybów z rzędu szczeciniakowców (Hymenochaetaceae).

## Systematyka i nazewnictwo
Pozycja w klasyfikacji według Index Fungorum: Hydnoporia, Hymenochaetaceae, Hymenochaetales, Agaricomycetidae, Agaricomycetes, Agaricomycotina, Basidiomycota, Fungi.
Takson ten w 1796 r. opisał James Sowerby nadając mu nazwę Auricularia tabacina. Później zaliczany był do różnych rodzajów. Obecną, uznaną przez Index Fungorum nazwę nadali mu Wjatcheslav A. Spirin, Otto Miettinen i Karl-Henrik Larsson w 2019 r.
Ma 26 synonimów. Niektóre z nich:
- Hymenochaete tabacina var. badioferruginea (Mont.) Pilát 1940
- Hymenochaete tabacina var. crassa Pilát 1930
- Hymenochaetopsis tabacina (Sowerby) S.H. He & Jiao Yang 2016
- Pseudochaete tabacina (Sowerby) T. Wagner & M. Fisch. 2002[2].

Polskie nazwy: pleśniak tabaczkowy (Józef Jundziłł 1830), szczecinkowiec tabaczkowy (Barbara Gumińska, Władysław Wojewoda 1983), skórnik tabaczkowy (Franciszek Błoński 1889), szczeciniak żółtobrzegi (W. Wojewoda 1999). Po przeniesieniu do rodzaju Hydnoporia wszystkie te nazwy stały się niespójne z nazwą naukową.

## Morfologia
Owocniki
Jednoroczne, ale trwałe; w następnym roku często zostają przerośnięte przez nowe owocniki. Na poziomych powierzchniach są rozpostarte, na pionowych rozpostarto odgięte z niewielkimi kapelusikami o szerokości do 1  cm. Początkowo są okrągłe, potem zlewając się z sąsiednimi tworzą płaty o długości do kilkunastu cm. Do podłoża przylegają ściśle, jednak łatwo je oderwać. Powierzchnia górna szorstka, początkowo pomarańczowobrązowa, potem szaropomarańczowa. Brzeg ostry, odstający, pofalowany i powcinany i wyraźnie jaśniejszy – biały, białoochrowy lub złotawobrązowy. Hymenofor matowy, szorstki, nierówny, pokryty włoskami, gruzełkami lub brodawkami, koncentrycznie pofałdowany i bruzdowany, w starszych okazach promieniście popękany, rdzawobrązowy, tabaczkowy lub kawowobrązowy. Miąższ jednorodny, początkowo galaretowaty i miękki, potem elastyczny, żółtopomarańczowy, bez wyraźnego zapachu i smaku.
Cechy mikroskopowe
W hymenium występują brązowe, proste, grubościenne i szydłowate szczecinki o inkrustowanych szczytach. Bazydiospory cylindryczne z zaostrzoną podstawą, przecinkowate, gładkie, szkliste, o wymiarach 5–6,5 × 1,5–2 μm.

## Występowanie i siedlisko
Szczeciniak żółtobrzegi występuje na wszystkich kontynentach oprócz Afryki i Australii, także na niektórych wyspach. W. Wojewoda w 2003 r. przytacza liczne jego stanowiska na terenie Polski. Liczne i bardziej aktualne stanowiska podaje także internetowy atlas grzybów. Znajduje się na Czerwonej liście roślin i grzybów Polski. Ma status R – gatunek potencjalnie zagrożony z powodu ograniczonego zasięgu geograficznego i małych obszarów siedliskowych.
Grzyb nadrzewny, saprotrof i pasożyt. Występuje w lasach liściastych i mieszanych, zwłaszcza nadrzecznych. Rozwija się na martwym drewnie różnych gatunków drzew liściastych, zwłaszcza należących do rodzajów: leszczyna, wierzba, olcha, dąb, notowany także na drewnie topoli osiki, róży dzikiej, jarzębu pospolitego, śliwy tarniny. Rzadziej jako tzw. pasożyt słabości spotykany na żywych drzewach. Owocniki przy sprzyjającej pogodzie rozwijają się przez cały rok. Występuje na pniakach, oraz leżących na ziemi pniach i konarach drzew i krzewów, zazwyczaj na ich dolnej stronie. Powoduje białą zgniliznę drewna.

## Gatunki podobne
Podobny jest szczeciniak rdzawy Hymenochaete rubiginosa występujący głównie na dębach i szczeciniak cynamonowy Hymenochaete cinnamomea. Ten ostatni jednak tworzy owocniki wyłącznie rozpostarte, o brzegach ściśle przylegających i jego górna powierzchnia ma barwę pomarańczowordzawą szczeciniak chropawy Hydnoporia corrugata ma owocniki także tylko rozpostarte, o szarobrązowej górnej powierzchni, u starszych okazów silnie popękane. Podobne są niektóre gatunki skórnika Stereum, ale nie mają szczecinek.